# Denis Petrov
Denis Alekseyevich Petrov (em russo:  Денис Алексеевич Петров; Leningrado, RSFS da Rússia, 3 de março de 1968) é um ex-patinador artístico russo, que competiu em provas de duplas. Ele conquistou uma medalha de prata olímpica em 1992 ao lado de Elena Bechke, e uma medalha de bronze em campeonatos mundiais.

## Principais resultados

### Com Elena Bechke
| Resultados                                            | Resultados       | Resultados        | Resultados      | Resultados        | Resultados       | Resultados    | Resultados    | Resultados    | Resultados    | Resultados    | Resultados    | Resultados    |
| Internacional                                         | Internacional    | Internacional     | Internacional   | Internacional     | Internacional    | Internacional | Internacional | Internacional | Internacional | Internacional | Internacional | Internacional |
| Evento/Temporada                                      | 1987– 1988       | 1988– 1989        | 1989– 1990      | 1990– 1991        | 1991– 1992       |               |               |               |               |               |               |               |
| ----------------------------------------------------- | ---------------- | ----------------- | --------------- | ----------------- | ---------------- | ------------- | ------------- | ------------- | ------------- | ------------- | ------------- | ------------- |
| Jogos Olímpicos                                       |                  |                   |                 |                   | Medalha de prata |               |               |               |               |               |               |               |
| Campeonato Mundial                                    |                  | Medalha de bronze |                 | 4.º               | 4.º              |               |               |               |               |               |               |               |
| Campeonato Europeu                                    |                  |                   |                 | Medalha de prata  | Medalha de prata |               |               |               |               |               |               |               |
| Grand Prix de Paris                                   | Medalha de ouro  |                   | Medalha de ouro |                   |                  |               |               |               |               |               |               |               |
| Jogos da Boa Vontade                                  |                  |                   |                 | Medalha de bronze |                  |               |               |               |               |               |               |               |
| Nations Cup                                           |                  |                   | Medalha de ouro |                   |                  |               |               |               |               |               |               |               |
| NHK Trophy                                            |                  | Medalha de prata  |                 |                   |                  |               |               |               |               |               |               |               |
| Prize of Moscow News                                  |                  | Medalha de prata  |                 |                   |                  |               |               |               |               |               |               |               |
| St. Ivel International                                |                  | Medalha de prata  |                 |                   |                  |               |               |               |               |               |               |               |
| Nacional                                              |                  |                   |                 |                   |                  |               |               |               |               |               |               |               |
| Campeonato Soviético                                  | 4.º              | 4.º               | 4.º             | Medalha de bronze | Medalha de ouro  |               |               |               |               |               |               |               |
| Copa URSS                                             | Medalha de prata | Medalha de ouro   |                 |                   |                  |               |               |               |               |               |               |               |
|                                                       |                  |                   |                 |                   |                  |               |               |               |               |               |               |               |
| Legenda: Competição não foi disputada nesta temporada |                  |                   |                 |                   |                  |               |               |               |               |               |               |               |